# Philodromus bigibbosus
Philodromus bigibbosus är en spindelart som beskrevs av Lodovico di Caporiacco 1941. Philodromus bigibbosus ingår i släktet Philodromus och familjen snabblöparspindlar.
Artens utbredningsområde är Etiopien. Inga underarter finns listade i Catalogue of Life.